# پرزیتون (فیروزآباد)
پرزیتون، روستایی از توابع بخش میمند شهرستان فیروزآباد در استان فارس ایران است.

## جمعیت
این روستا در دهستان پرزیتون قرار دارد و براساس سرشماری مرکز آمار ایران در سال ۱۳۸۵، جمعیت آن ۲٬۰۰۴ نفر (۴۴۱خانوار) بوده‌است.